# Dieter Golombek
Dieter Golombek (* 1933 in Beuthen; † 1995) war ein deutscher Komponist und Kirchenmusiker.
Golombek studierte Kirchenmusik, Schulmusik und Mathematik in Hamburg. Er wirkte als Studiendirektor und Kantor in Neumünster. Er ist als Komponist leichter Kirchenmusik besonders bei einfachen Kirchenchören bekannt.

## Werke
- 12 leichte Motetten
- Sonatine für Klavier
- Sonatine für Violine und Klavier
- Praeludien für Klavier
- Herr, auf dich traue ich
- Advents- und Weihnachtslieder